# Oedemera centrochinensis
Oedemera centrochinensis es una especie de coleóptero de la familia Oedemeridae.

## Distribución geográfica
Habita en Shaanxi (China).